# خارج قسمت
در ریاضیات، نتیجه تقسیم را خارج قسمت یا بهره یا بهر گویند. برای نمونه، در تقسیم ۶ بر ۳، خارج قسمت یا بهر، ۲ است. در همین تقسیم ۶ مقسوم است و ۳ مقسوم‌علیه نامیده می‌شود. خارج قسمت را می‌توان به‌ عنوان تعداد دفعاتی که مقسوم‌علیه، مقسوم را بخش می‌کند نیز تعریف کرد.
فرمول کلی تقسیم a بر b به صورت a=bq+r است، که در آن:
a : مقسوم یا بخشی (عددی که آن را بخش می‌کنیم)
b : مقسوم علیه یا بخشیاب (عددی که بر آن بخش می‌کنیم) 
q : خارج قسمت یا بهر
r : باقیمانده یا مانده (مانده همواره کوچکتر از مقسوم علیه و بزرگتر از صفر است)
{\displaystyle 0\leqslant r<b}